# Harmonograaf

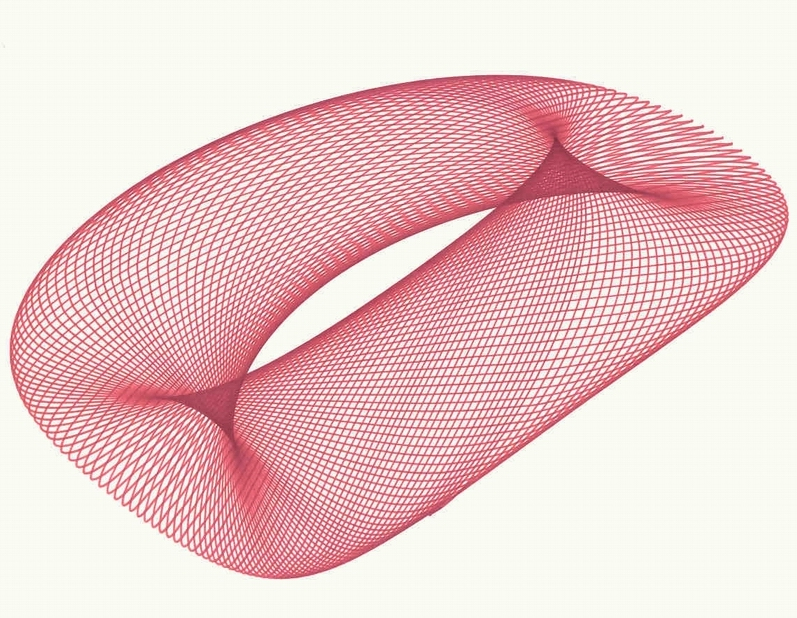

Een harmonograaf is een mechanisch instrument om twee onafhankelijke - maar op elkaar lijkende - trillingen op de x-as en de y-as van een grafiek uit te zetten. De figuren die zo ontstaan, worden lissajousfiguren genoemd.
Het toestel werd in het midden van de 19e eeuw gelijktijdig ontwikkeld door verscheidene personen waaronder Jules Antoine Lissajous zelf. Meestal wordt Hugh Blackburn, een wiskundedocent aan de Universiteit van Glasgow, gezien als de ontwikkelaar van het toestel. De harmonograaf werd gebruikt tot in de 20e eeuw maar werd al snel verdrongen door de oscilloscoop. Tegenwoordig worden harmonografen enkel nog gebruikt om demonstraties te geven. Technische toepassingen heeft het apparaat niet.

## Werking
Een enkelvoudige of laterale harmonograaf maakt gebruik van twee slingers. Eén slinger beweegt een pen heen en weer ten opzichte van een as. De andere slinger beweegt het volledige tekenoppervlak ten opzichte van de loodrechte as. Door het variëren van de frequentie van de slingers ten opzichte van elkaar worden verschillende patronen gecreëerd. Op die manier ontstaan ellipsen, spiralen of complexere Lissajousfiguren op het tekenoppervlak.
Meervoudige harmonografen hebben drie of meer slingers of hebben verbonden slingers. Ze kunnen ook een rotatiebeweging bevatten waarbij een of meer slingers gemonteerd worden op een cardanische ophanging om bewegingen in elke richting toe te laten.